# لارس كرامر
لارس كرامر (بالنرويجية البوكمول: Lars Cramer)‏ (25 مايو 1991 بدرامن في النرويج - ) هو لاعب كرة قدم نرويجي في مركز حراسة المرمى. شارك مع منتخب النرويج تحت 19 سنة لكرة القدم ومنتخب النرويج تحت 21 سنة لكرة القدم وNorway national under-23 association football team ‏. أما مع النوادي، فقد لعب مع نادي أوليسوند ونادي سترومسغودست ونادي كالمار وAsker Fotball ‏.

## وصلات خارجية
- لارس كرامر على موقع اتحاد النرويج (النرويجية)
- لارس كرامر على موقع قاعدة بيانات كرة القدم.إي يو (الإنجليزية)
- لارس كرامر على موقع Soccerway.com (الإنجليزية)